# (26304) 1998 SZ145
A (26304) 1998 SZ145 a Naprendszer kisbolygóövében található aszteroida. Eric Walter Elst fedezte fel 1998. szeptember 20-án.